# Hoel I Bretoński
Hoel I (zm. 981), książę Bretanii, nieślubny syn księcia Alana II Krętobrodego i Judyty. 

## Życiorys
Księciem został po śmierci swojego przyrodniego brata Drogona w 958 r. Wcześniej został hrabią Nantes.
W 975 r. rozpoczęła się wojna o władzę nad Bretanią między Hoelem a hrabią Rennes Conanem. W 981 r. Conan wygrał bitwę pod Conquereuil, w której zginął Hoel, nie opanował jednak Bretanii, gdzie władzę objął brat zabitego księcia, Guerech. Conan został księciem Bretanii dopiero w 988 r.
Z nieznaną nam z imienia konkubiną Hoel miał dwóch synów:
- Judicael, hrabia Nantes
- Hoel